# Messaggero (avviso)
Il Messaggero è stato un avviso a ruote della Regia Marina.

## Storia e caratteristiche
Quando nel 1885 l'avviso a ruote Messaggere dovette essere radiato per il prematuro deterioramento del suo scafo in legno, le sue macchine, semplici ed affidabili, risultarono essere in così buono stato che si ritenne di poterle usare ancora: per rimpiazzare la nave radiata e riutilizzarne l'apparato motore si decise pertanto di rielaborarne il progetto e costruire una nuova unità che si sarebbe chiamata Messaggero. A rielaborare il progetto del Messaggere fu il generale ispettore del Genio Navale Edoardo Masdea: rispetto alla precedente unità le principali differenze consistettero nello scafo in ferro, anziché in legno, ed in dimensioni leggermente maggiori, oltre che nel diverso armamento, composto da quattro cannoni in bronzo a canna rigata a retrocarica, da 75 mm. 
Varato nel 1885 nei cantieri Odero di Genova e motorizzato con le macchine prelevate dal vecchio avviso quasi omonimo, il Messaggero venne completato nel 1888 e venne a costare 1.430.000 lire. Mentre tuttavia il precedente Messaggere era stato, nel 1863, uno dei migliori avvisi della sua epoca, la nuova unità, benché di discrete qualità marine, era di concezione abbondantemente superata già al momento dell'entrata in servizio, come dimostravano la propulsione a ruote, ormai abbandonata da diverso tempo in favore dell'elica, e la presenza della velatura (alberi di trinchetto e maestra a vele auriche), che venne in un secondo tempo ridimensionata. Ne conseguì che il suo valore bellico venne fin dall'inizio considerato pari a zero.

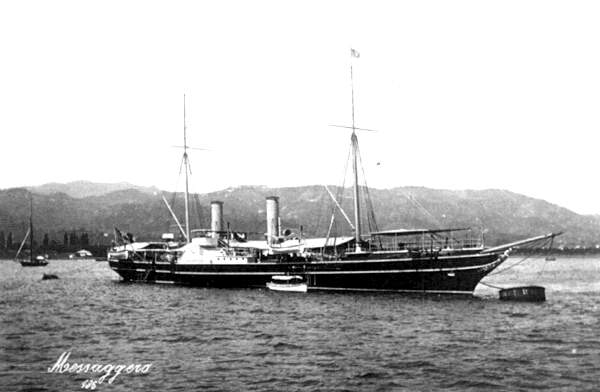
Il Messaggero fotografato alla fonda

Poco dopo la sua entrata in servizio, il 26 luglio 1889, il Messaggero venne posto in riserva e sottoposto a lavori di sostituzione dell'armamento, che divenne composto da quattro pezzi da 57 mm e cinque cannoncini a revolver da 37 mm.
Terminati i lavori, l'avviso tornò in servizio nel 1890 e venne inviato a Tangeri. Negli anni successivi l'attività della nave consisté in brevi crociere di rappresentanza nelle acque del Mediterraneo.
Stante la sua obsolescenza, dopo qualche tempo il Messaggero venne dislocato alla Spezia, dove assolse a funzioni di nave dipartimentale (in sostanza sede dell'ufficio dell'ammiragliato del Dipartimento Militare Marittimo della Spezia) sino al marzo 1906.
Radiato il 10 marzo 1907, il vecchio avviso venne trasformato in deposito di esplosivi ed utilizzato a Panigaglia (golfo della Spezia) ancora per parecchi anni.